# American V: A Hundred Highways
Az American V: A Hundred Highways Johnny Cash 2006-os posztumusz albuma. Mint azt címe is mutatja, ez az ötödik (és egyelőre az utolsó) album az American Recordings szériában. A producer ezúttal is Rick Rubin. Az album a megjelenés hetében 88 000 példányban kelt el.
Laura Bush ezt a CD-t ajándékozta férjének, George W. Bushnak, hatvanadik születésnapja alkalmából.

## Dalok
1. Help Me (Larry Gatlin) – 2:51
2. God's Gonna Cut You Down (Traditional) – 2:38
3. Like the 309 (Johnny Cash) – 4:35
4. If You Could Read My Mind (Gordon Lightfoot) – 4:30
5. Further On Up the Road (Bruce Springsteen) – 3:25
6. On the Evening Train (Hank Williams) – 4:17
7. I Came to Believe (Johnny Cash) – 3:44
8. Love's Been Good to Me (Rod McKuen) – 3:1
9. A Legend in My Time (Don Gibson) – 2:37
10. Rose of My Heart by (Hugh Moffatt) – 3:18
11. Four Strong Winds (Ian Tyson) – 4:34
12. I'm Free from the Chain Gang Now (Lou Herscher, Saul Klein) – 3:00

## Háttérinformáció
Az Unearthed című album bevezetőjében azt olvashatjuk, hogy Cash körülbelül ötven dalt vett fel mielőtt elkezdte az American V előkészületeit. Sajnos ezekből a felvételekből csak két albumra való használható minőségű.
A régen várt American VI sorsa továbbra is bizonytalan, mivel Rick Rubin időközben átszerződött a Columbia Recordshoz.
Mint az előző négy lemez ez az album is tartalmaz feldolgozásokat és néhány régi dalt is, új köntösben. A Like the 309, az utolsó dal amelyet Johnny életében írt.
Az album címe Love's Been Good to Me című dal egyik sorából származik.

## Munkatársak

### Zenészek
- Johnny Cash – ének, gitár
- Laura Cash
- Dennis Crouch – basszusgitár
- Smokey Hormel – gitár
- Pat McLaughlin – gitár
- Smoky Hormel – gitár
- Jonny Polonsky – gitár
- Randy Scruggs – gitár
- Marty Stuart – gitár
- Benmont Tench – orgona és zongora
- Pete Wade
- Mac Wiseman

### További munkatársak
- Martyn Atkins – fotó
- Christine Cano – művészeti vezető
- John Carter Cash – producer
- Lindsay Chase – koordinátor
- Greg Fidelman – keverés
- Paul Figueroa – asszisztens
- Dan Leffler – asszisztens
- Rick Rubin – producer, bevezető szöveg
- Mark Santangelo – asszisztens

## A Billboard Listákon
Album – Billboard (USA)
| Év   | Lista           | Helyezés |
| ---- | --------------- | -------- |
| 2006 | Country Albumok | 1        |
| 2006 | Billboard 200   | 1        |